# Ларнака (район)
Ларнака (греч. Επαρχία Λάρνακας, тур. Larnaka Bölgesi) — один из шести районов Республики Кипр, расположенный в юго-восточной части острова. На севере граничит с районом Никосия, на востоке с районом Фамагуста, на юге со Средиземным морем, на западе с районом Лимасол. Также часть территории в юго-восточной части района занята британской военной базой Декелия. Административным центром района является Ларнака. Площадь — 1129 км².
Начиная с 1974 года небольшая территория в северной части района контролируется частично признанной Турецкой Республикой Северного Кипра, в которой она административно присоединена к району Лефкоша. Деревня Пила находится на территории Зелёной линии.
Район делится на четыре общины.
Среди его достопримечательностей, помимо Ларнаки, деревня Лефкара, известная своими вышивками.
Численность населения района (епархия Ларнакас) составляет 115 268 жителей на 2001 год, в том числе в муниципалитете (городе) Ларнака — 46 666 чел. В 2011 году численность населения греческой части района составляет 143 367 чел. Из них 114 103 чел. (79,6 %) — греки.